# Deltote editha
Deltote editha is een vlinder uit de familie van de uilen (Noctuidae). De wetenschappelijke naam van deze soort is voor het eerst voorgesteld als Eustrotia editha door William Schaus in een publicatie uit 1904.
De soort komt voor in Mexico.